# Nowa Wieś (Lisów)
Nowa Wieś – część wsi Lisów w Polsce, położona w województwie świętokrzyskim, w powiecie opatowskim, w gminie Wojciechowice.
W latach 1975–1998 Nowa Wieś administracyjnie należała do województwa tarnobrzeskiego.